# Ахваз (нефтяное месторождение)
Ахваз — крупное нефтегазовое месторождение в Иране. Открыто в 1953 году.
Залежь массивная пластовая с газовой шапкой, залегает на глубине 1,5-3,1 км. Продуктивны карбонатные отложения мела-кайнозоя. По запасам крупное. Начальные запасы нефти 4 млрд тонн, газа 300 млрд м³.
Оператором месторождения является иранская нефтяная компания NIOC.